# Циклорама (конструкция)
Циклорама — конструкция, имеющая плавный переход между горизонтальными и вертикальными плоскостями, позволяющая создать бесконечный однотонный фон. Подобные конструкции впервые использовались на телевидении в новостях. В дальнейшем стали распространены во многих фото- и видеостудиях. Их преимущество в сравнении с фоном в том, что циклорама имеет жёсткую конструкцию, и это даёт возможность опереться на неё.
Циклорама создаёт плавный задний фон. Для фотостудий и фотографов удобно создавать градиент. Для видеостудий и хромакейных циклорама интересна тем, что однородный фон легко автоматически удалять из кадра.
На правильно сделанной циклораме сложно отличить где пол переходит в стену и потолок (если циклорама загнута наверх), поэтому создаётся ощущение «бесконечности фона».
Циклорама используется для различных целей в следующих отраслях: кино, на телевидении, радио, в фотографии. В фотосъёмке циклорама даёт возможность сделать бесконечный фон, который имеет преимущества для освещения. В телевидении, кино и СМИ, будь то коммерческая съёмка, новости или съёмки видео, циклорамный фон вновь предоставляет множество возможностей. Практически все каталожные фотосъёмки, съёмки автомобилей, модельные тестовые съёмки, съёмки видеороликов проходят на циклорамах. В видеостудиях циклорама (обычно синего или зелёного цвета) абсолютно необходима.
«Прокеивание» или работа на хромакее (зелёный или синий фон) представляет собой метод смешения двух изображений вместе, где цвет или картинка из одного изображения накладывается на другое изображение позади него (накладывается на зелёный или синий фон).